# Viviane Spanoghe
Viviane Spanoghe (Kortrijk, 1960) is een Belgische celliste. Ze doceert cello en kamermuziek aan het Koninklijk Conservatorium Brussel sinds 1988.
Ze is actief als soliste, in kamermuziek en creëerde hedendaagse muziekstukken.

## Biografie
In 1975 werd Viviane Spanoghe laureate van de wedstrijd Axion Classics. Ze studeerde in Kortrijk, Gent, Essen en Bloomington.